# PRL-8-53
PRL-8-53 — ноотропный препарат производное от бензойной кислоты и бензиламина, показал себя, как средство способное значительно повышать гипермнезию, то есть увеличивать способность к запоминанию; впервые был синтезирован профессором медико-химических наук Николосом Ханси в его работах 1970 года, как часть исследования «amino ethyl meta benzoic acid esters».

## Ноотропное действие
Первое исследование на людях было проведено в 1978 году. Было измерено влияние PRL-853 на ряд показателей умственной активности 47 здоровых волонтеров, используя метод двойного слепого тестирования. 5 мг препарата было принято перорально за 2—2,5 часа до проведения тестирования Общее улучшение в памяти и концентрации различалось в зависимости от того, как много слов было запомнено на стадии плацебо, те кто справились хуже (шесть или меньше слов), испытали 87,5—105 % увеличение в запоминание, а те кто были более производительны (восемь и более слов) увеличили свои результаты на 7,9—14 %; В группе волонтеров старше 30 лет наблюдалось 108—152 % улучшение в когнитивных функциях. Никаких побочных эффектов не было выявлено, во время проведения исследования

## Механизм действия
Точный механизм действия PRL-8-53 остаётся неизвестным. Дозировки свыше 200 мг/кг не имеют выраженных стимулирующих свойств.
PRL-8-53 демонстрирует возможные холинегрические свойства, потенцирует дофамин, параллельно ингибируя серотонин. PRL-8-53 значительно изменяет катоническое и птозисное действие резерпина.

## Токсичность
PRL-8-53 является относительно не токсичным, при употребление мышами препарата перорально 860 мг/кг, препарат обладал высоким терапевтическим индексом. Высокие дозировки уменьшают двигательную активность у крыс и мышей с ED50, на 50 % уменьшая двигательную активность у мышей при дозировке 160 мг/кг. PRL-8-53 обладает спазмолитическими эффектами.

## Cинонимы
Methyl 3-(2-(benzylmethylamino)ethyl)benzoate hydrochloride

3-(2-benzylmethylaminoethyl) benzoic acid methyl ester hydrochloride

3-(2-(Methyl(phenylmethyl)amino)ethyl)benzoic acid methyl ester hydrochloride